# Harald Uhding
Harald Uhding (* 1938/1939; † 11. November 1993) war ein deutscher Handballfunktionär.

## Leben
Uhding galt als Wegbereiter des Bundesliga-Handballs beim VfL Fredenbeck. Das Hamburger Abendblatt nannte den hauptberuflich im Wohnungsbauwesen beschäftigten Unternehmer im November 1991 den „Baumeister von Fredenbeck“, er sei „eine Art Über-Vater der Handballer und unermüdlicher Macher“ gewesen. Er war ab 1973 Manager der Mannschaft und bis zu seinem Ableben als solcher für den VfL tätig. In Uhdings Amtszeit stieg Fredenbeck Mitte Mai 1988 in die Handball-Bundesliga auf. Uhding holte Persönlichkeiten zum VfL, die das Vereinsgeschehen teils jahrelang prägten, darunter Trainer Spasoje Skercevic sowie die Spieler Zbigniew Tlucynski, Andreas Neitzel, Maik Heinemann und Jean Baruth.
Uhding kam im Alter von 54 Jahren während der Fahrt zu einem Geschäftstermin in Güstrow bei einem Verkehrsunfall ums Leben. Nach Uhdings Tod begann laut Der Spiegel „das Ende des großen Handballs in Fredenbeck“. Sein Sohn Ralf Uhding (1960–2016) trat beim VfL Fredenbeck die Nachfolge des Vaters an und wurde unmittelbar in Anschluss an dessen Tod Geschäftsführer sowie Manager des Bundesligisten.